# Tomás Bravo y Lecea
Tomás Bravo y Lecea (Madrid, 1867-Cabanillas del Campo, 1926) fue un abogado, periodista, funcionario y publicista español.

## Biografía
Habría nacido en Madrid el 22 de julio de 1867. Habría estudiado además de en su ciudad natal en la localidad alicantina de Orihuela y en Valladolid. Abogado y funcionario público, hacia 1898 era colaborador de La Ilustración Católica. Bravo y Lecea, que fue director del Heraldo de Guadalajara, y desde 1924 del Diario de Barcelona, falleció el 18 de mayo de 1926 en la localidad guadalajareña de Cabanillas del Campo y fue enterrado en el cementerio de Guadalajara.
Entre sus obras se encontraron títulos como La clase obrera y Delirio artístico (1897), además de Cariños redentores (tríptico cómico-dramático, Guadalajara, 1913) y La flor de la Alcarria (1890), junto con Ignacio Calvo y Sánchez.